# Jean Zerbo
Jean Zerbo (27 de diciembre de 1943, Segú), es un arzobispo y cardenal católico malí, arzobispo emérito de Bamako desde 2024.

## Biografía

### Estudios y sacerdocio
Monseñor Zerbo nació el 27 de diciembre de 1943 en Ségu, en la región actualmente del mismo nombre, en Malí. El 10 de julio de 1971 fue ordenado sacerdote por Pierre Louis Lecrerc, siendo incardinado en la diócesis de Sélou. A los cuatro años, en 1975, marchó a Lyon para estudiar. A la vuelta, en 1982, fue asignado a la parroquia de Markala.

### Episcopado
El 21 de junio de 1988, el papa San Juan Pablo II le nombró obispo auxiliar de Bamako como obispo titular d'Accia. Fue consagrado el 20 de noviembre de ese año por el cardenal Jozef Tomko, prefecto de la Congregación para la Evangelización de los Pueblos. 
El 19 de diciembre de 1994, es nombrado titular de la diócesis de Mopti. A los cuatro años será nombrado arzobispo metropolitano de Bamako, el 27 de junio de 1998.

### Cardenalato
El 21 de mayo de 2017, al final de rezar el Regina Coeli en la Plaza de San Pedro, el papa Francisco anunció su creación como cardenal en un consistorio que sería celebrado el 28 de junio de ese año. De esta manera Monseñor Zerbo se convertía en el primer cardenal nacido en Malí.
El 8 de agosto de 2017 fue nombrado miembro de la Congregación para la Evangelización de los Pueblos.
El 11 de octubre de 2022 fue confirmado como miembro del Dicasterio para los Laicos, la Familia y la Vida usque ad octogesimum annum aetatis.
El 21 de febrero de 2023 fue confirmado como miembro de la Sección para la primera Evangelización y las nuevas Iglesias particulares del Dicasterio para la Evangelización,  usque ad octogesimum annum aetatis.
El 25 de julio de 2024 fue aceptada su renuncia al gobierno pastoral de la archidiócesis de Bamako, por límite de edad.